# Geschichten vom Herrn Keuner
Die Geschichten vom Herrn Keuner, auch bekannt unter dem Namen Geschichten vom Herrn K., sind Parabeln von Bertolt Brecht.

## Entstehung
Die Geschichten entstanden über einen Zeitraum von 30 Jahren, vom Jahr seiner Heirat mit Helene Weigel (1926) über seine Zeit im Exil bis zu seinem Tod (1956). Die erste Geschichte schrieb Brecht 1926 im Zusammenhang mit den Arbeiten an dem Stück Fatzer. 1948 erschienen Brechts Kalendergeschichten, in denen 39 Keuner-Geschichten enthalten sind. Nach seinem Tod wurden weitere Geschichten in weiteren Publikationen veröffentlicht. In Wangen-Brüttisellen im Kanton Zürich fanden sich im Nachlass der im Jahr 2000 verstorbenen Renata Mertens-Bertozzi, zu deren „Debattierclub“ Brecht gehört hatte, 15 bislang unbekannte Keuner-Geschichten, die in die sogenannte „Zürcher Fassung“ des Suhrkamp Verlags aufgenommen wurden. Die Ausgabe enthält alle 58 Geschichten, die in der sogenannten „Züricher Mappe“ aufgefunden worden waren.
Die Keuner-Geschichten wurden immer in Zusammenhang mit Brechts anderen Werken geschrieben. Sie erschienen in der Heftreihe „Versuche“ zusammen mit anderen experimentellen Texten, Szenen aus Dramen und Gedichten. Es erschienen zunächst sieben Hefte, das achte konnte 1933 nicht mehr gedruckt werden.
Aktuell (2008) werden dem Keuner-Komplex 121 Einzeltexte zugeordnet.

## Inhalt
In den Geschichten vom Herrn Keuner ist die Hauptperson Herr Keuner, dem Mitmenschen Fragen stellen oder der Erklärungen abgibt. Er antwortet stets mit Weisheiten, die auch von Brecht stammen könnten. Somit sind diese Geschichten ein Instrument für Brecht, um seine eigenen Ansichten kundzutun. Die Keuner-Geschichten behandeln Themen, die sowohl in den Geschichten selbst als auch in anderen Werken Brechts immer wiederkehren. So beschäftigt sich Herr Keuner mit für Brecht typischen Motiven wie den folgenden:
- Frauenbild
- Marxismus
- Tugenden des Menschen
- Natur

## Form
Die Geschichten vom Herrn Keuner sind kurze Ausschnitte aus Herrn K.s Leben, die den Parabeln zugeordnet werden, da sie zum Nachdenken anregen sollen. Die Länge der einzelnen Geschichten variiert zwischen 2 und ca. 65 Zeilen.

## Deutung/Interpretation
Da die Sammlung aus einzelnen, voneinander unabhängigen Geschichten besteht, ist es schwierig, eine allgemeine Interpretation zu erstellen. Vielmehr kann man die einzelnen Geschichten separat deuten und muss sie nicht im Kontext mit anderen Keuner-Geschichten sehen. Sie spiegeln aber Brechts persönliche Meinungen und politische Ansichten wider. Darum wird Herr K. gerne auch als Sprachrohr Brechts gedeutet.

### Herr Keuner
Die Figur war zunächst als handelnde Person in das Werk einbezogen und nahm im Verlauf der Bearbeitung immer mehr die Rolle des kritischen Kommentators (im Sinne des epischen Theaters) ein. Herr Keuner wird als Denkender dargestellt, der nur wenig Empathie mit anderen Personen zeigt und darum eher unsympathisch wirkt. Er ist hilfsbereit, solange keine speziellen Opfer von ihm verlangt werden. Er beurteilt die Tugenden, die Menschen schätzen, als gut, weil sie nützlich sind, und nicht wegen irgendwelcher Gefühle. Ansonsten weist er nicht viele Charakterzüge auf; dadurch, dass die Geschichten eigentlich keine Handlung haben, sind nur Keuners Aussagen bewertbar.